# Sharkia Sporting Club
L'El Sharkia SC (in arabo الشرقية‎?), è una società calcistica di Zagazig, Egitto. Milita nell'Egyptian Premier League, la massima divisione del campionato nazionale.